# (90698) Kościuszko
(90698) Kościuszko – planetoida z grupy pasa głównego asteroid okrążająca Słońce w ciągu 3,67 lat w średniej odległości 2,38 au. Przypuszczalna średnica wynosi około 5 km. Została odkryta 1 marca 1984 roku w Anderson Mesa przez Teda Bowella. W czerwcu 2015 roku instytut Minor Planet Center nadał planetoidzie nazwę (90698) Kościuszko w miejsce poprzedniej 1984 EA. Nazwa planetoidy odnosi się do Tadeusza Kościuszki, polskiego i amerykańskiego generała.